# Trains suburbains de Dublin
 (mars 2024).
Les trains suburbains de Dublin sont un réseau de transport en commun ferroviaire reliant Dublin à sa grande banlieue, en connexion étroite avec les réseaux Dublin Area Rapid Transit, Luas.

## Réseau

### Présentation
Quatre services ferroviaires sont proposés.

#### Northern Commuter
De Dublin Pearse à Dundalk.

#### South Eastern Commuter
De Dublin Connolly à Gorey.

#### South Western Commuter/Port Laoise
De Dublin Heuston/Grand Canal Dock à Hazelhatch and Celbridge/Portlaoise/Newbridge.

#### South Western Commuter
De Dublin Pearse/Docklands à Maynooth/M3 Parkway/Longford.